# Джийн Тиърни
Джийн Тиърни (на английски: Gene Tierney) е американска актриса. 

## Биография
Джийн Елиза Тиърни е родена на 19 ноември 1920 година в Бруклин, Ню Йорк. Дъщеря е на Хауърд Шерууд Тиърни и Бел Лавиния Тейлър, тя е кръстена на нейния чичо, който умира млад.  Тя има по-голям брат Хауърд Шерууд „Буч“ Тиърни младши и по-малка сестра Патриша „Пат“ Тиърни. Баща им е успешен застрахователен брокер от ирландски произход; майка им е била инструктор по физическо възпитание.  Тиърни е отгледана в Уотърбъри, Кънектикът, тя посещава училището Света Маргарет в Уотърбъри и Ункуова във Феърфийлд. Публикува първото си стихотворение, озаглавено „Нощ“, в училищното списание и от време на време пише стихове. Тиърни играе Джо в студентска продукция на „Малки жени“, базирана на романа на Луиза Мей Олкът. Прекара две години в Европа, посещавайки международното училище Brillantmont в Лозана, Швейцария, където научава да говори свободно френски език. Завръща се в САЩ през 1936 г. и посещава училището на мис Портър във Фармингтън, Кънектикът. При семейно пътуване до Западното крайбрежие тя посещава студията на Уорнър Брос, където братовчед и работи като продуцент на исторически късометражни филми. Режисьорът Анатол Литвак, удивен от красотата на 17-годишното момиче, казва на Тиърни, че трябва да стане актриса. Уорнър Брос иска да сключи договор с нея, но родителите ѝ не се съгласяват поради относително ниската заплата. 

### Кариера
Известна е с голямата си красота, утвърждава се като водеща актриса. Прави добро изпълнение в ролята на главната героиня във филма „Лора“ (1944) и е номинирана за награда „Оскар“ за най-добра актриса за изпълнението си като Елън Берент Харланд в „Остави я на небето“ (1945). 
Други роли на Тиърни включват Марта Стрейбъл Ван Клив в „Раят може да почака“ (1943), Изабел Брадли Матурин в „Острието на бръснача“ (1946), Луси Муир в „Призракът и госпожа Муир“ (1947), Ан Сътън във „Водовъртеж“ (1949), Мери Бристъл в „Нощта и градът“ (1950), Морган Тейлър-Пейн в „Където свършва тротоарът“ (1950), Маги Карлтън Макналти в „Брачния сезон“ (1951) и Ан Скот в „Лявата ръка на Бог“ (1955).

### Смърт
Тиърни умира от емфизем на 6 ноември 1991 г. в Хюстън, 13 дни преди 71-вия си рожден ден.  Погребена е в гробището Гленууд в Хюстън.
Някои документи за филмовите материали на Тиърни, лични документи, писма и други се съхраняват в архива на киното на Уеслианския университет, въпреки че документите ѝ са затворени за обществеността.

## Избрана филмография
| година | филм                        | оригинално заглавие       | роля         | режисьор       |
| ------ | --------------------------- | ------------------------- | ------------ | -------------- |
| 1940   | Завръщането на Франк Джеймс | The Return of Frank James | Елинор Стоун | Фриц Ланг      |
| 1940   | Тютюневият път              | Tobacco Road              | Ели Мей      | Джон Форд      |
| 1944   | Лора                        | Laura                     | Лора Хънт    | Ото Преминджър |